# Тарчин (гмина)
Тарчин (пол. Tarczyn) — гмина (волость) в Польше, входит как административная единица в Пясечинский повет, Мазовецкое воеводство. Население — 10 412 человек (на 2004 год).

## Демография
| Перепись                       | Всего   | Всего | Женщины | Женщины | Мужчины | Мужчины |
| ------------------------------ | ------- | ----- | ------- | ------- | ------- | ------- |
| Единицы                        | человек | %     | человек | %       | человек | %       |
| Население                      | 10 412  | 100   | 5286    | 50,8    | 5126    | 49,2    |
| Плотность населения (чел./км²) | 91,2    | 91,2  | 46,3    | 46,3    | 44,9    | 44,9    |

## Сельские округа
1. Боровец
2. Быстшанув
3. Гонски
4. Гладкув
5. Гженды
6. Янувек
7. Езожаны
8. Ежевице
9. Юзефовице
10. Кавенчин
11. Коморники
12. Копана
13. Коженювка
14. Марылька
15. Которыдз
16. Ксенжак
17. Маны
18. Марянка
19. Носы
20. Павловице
21. Праце-Дуже
22. Праце-Дуже-Колёня
23. Праце-Мале
24. Пшипки
25. Рациборы
26. Рембертув
27. Руда
28. Стефанувка
29. Суходул
30. Сухоструга
31. Свентохув
32. Вердун
33. Воля-Пшипковска
34. Воля-Пшипковска-Колёня
35. Вулька-Ежевска
36. Вылезин

## Поселения
1. Бромины
2. Цесле
3. Дрозды
4. Дуки
5. Юлианув
6. Ксенжоволя
7. Лесьна-Поляна
8. Нове-Рациборы
9. Памёнтка
10. Попеляже
11. Скшеченец
12. Стара-Копана

## Соседние гмины
1. Гмина Груец
2. Гмина Лешноволя
3. Гмина Надажин
4. Гмина Пясечно
5. Гмина Пневы
6. Гмина Пражмув
7. Гмина Жабя-Воля